# Vlag van Wolphaartsdijk

Vlag van Wolphaartsdijk
(tot 1970)

De vlag van Wolphaartsdijk werd vermoedelijk nooit officieel vastgesteld als gemeentelijke vlag van de Zeeuwse gemeente Wolphaartsdijk, maar werd wel als zodanig gebruikt. De beschrijving luidt: 
Zeven gegolfde banen met een hoogteverhouding 9:1:1:1:1:1:1, geel, groen, wit, groen, wit, groen, wit, met in het midden van de gele baan een griffioen, oprijzend uit de scheidingslijn met de groene baan.
De vlag toont hetzelfde beeld als het gemeentewapen.
In 1970 ging Wolphaartsdijk op in de gemeente Goes, waardoor de vlag als gemeentevlag kwam te vervallen.

## Verwante afbeeldingen

Het wapen van Wolphaartsdijk

Aardenburg 
· Arnemuiden 
· Axel 
· Baarland 
· Biervliet 
· Biggekerke 
· Borssele 
· Breskens 
· Brouwershaven 
· Bruinisse 
· Burgh 
· Domburg 
· Dreischor 
· Driewegen 
· Duiveland 
· Ellewoutsdijk 
· 's-Gravenpolder 
· Groede 
· Haamstede 
· 's-Heer Abtskerke 
· 's-Heer Arendskerke 
· Hoedekenskerke 
· Hontenisse 
· IJzendijke 
· Kloetinge 
· Kortgene 
· Koudekerke 
· Krabbendijke 
· Kruiningen 
· Mariekerke 
· Meliskerke 
· Middenschouwen 
· Nieuw- en Sint Joosland 
· Nisse 
· Noordgouwe 
· Oostburg 
· Oostkapelle 
· Oud-Vossemeer 
· Oudelande 
· Ovezande 
· Poortvliet 
· Retranchement 
· Rilland-Bath 
· Ritthem 
· Sas van Gent 
· Scherpenisse 
· Schoondijke 
· Sint-Annaland 
· Sint Jansteen 
· Sint-Maartensdijk 
· Sint Philipsland 
· Sluis 
· Sluis-Aardenburg 
· Stavenisse 
· Valkenisse 
· Vogelwaarde 
· Waarde 
· Waterlandkerkje 
· Wemeldinge 
· Westdorpe 
· Westerschouwen 
· Westkapelle 
· Wissenkerke 
· Wolphaartsdijk 
· Zaamslag 
· Zierikzee 
· Zuiddorpe 
· Zuidzande